# Krystyna Mikołajewska
Krystyna Mikołajewska (* 6. April 1939 in Pabianice) ist eine polnische Schauspielerin, die in einigen Filmen der ostdeutschen Filmproduktionsgesellschaft DEFA mitspielte.
Mikołajewska absolvierte ihre Ausbildung an der Krakauer Schauspielschule, als sie 1966 mit dem Historienfilm Pharao nationale Bekanntheit erlangte. Ende der 1960er Jahre arbeitete sie auch in der DDR und spielte unter der Regie von Roland Oehme und Lothar Warneke in Mit mir nicht, Madam! (1969), sowie in Konrad Petzolds DEFA-Indianerfilm Tödlicher Irrtum (1970) die Hauptrolle. Danach wurde es ruhiger um die Künstlerin und sie trat in den 1970er und 1980er Jahren nur noch vereinzelt vor die Kamera.

## Filmografie (Auswahl)
- 1966: Pharao (Faraon)
- 1967: Sterne an den Mützen (Csillagosok, katonák)
- 1969:  Mit mir nicht, Madam!
- 1970: Tödlicher Irrtum